# Paulus van 't Hoff
Paulus van 't Hoff (Rotterdam, 27 oktober 1919 - Lommel, 11 maart 1965) is een voormalig wethouder van de Nederlandse stad Eindhoven. Van 't Hoff werd geboren als zoon van Maarten van 't Hoff en Catharina Elisabeth Numan.
Hij was advocaat en procureur, juridisch adviseur van het bureau Arbeidsrecht van het NVV, raadslid van Eindhoven vanaf 1953 en wethouder van Eindhoven vanaf 1956 tot aan zijn overlijden in 1965. Kerkelijk behoorde hij tot de Remonstrantse Broederschap.
Paulus van 't Hoff trouwde te Soest op 28 mei 1946 met Geertruida Alida Gorter, geboren te Slochteren op 5 juli 1920.